# کارلایل تاپسل
کارلایل تاپسل (انگلیسی: Carlyle Tapsell؛ ۲۴ ژوئیه ۱۹۰۹ – ۶ سپتامبر ۱۹۷۵) بازیکن هاکی روی چمن اهل هند بود.
وی به‌همراه تیم ملی هاکی روی چمن مردان هند به قهرمانی بازی‌های المپیک تابستانی ۱۹۳۲ و ۱۹۳۶ دست پیدا کرده‌است.
او در سال 1932 در دو مسابقه به عنوان مدافع و چهارسال بعد در سال 1936 در چهار مسابقه بازی کرد.
او در آردا متولد شد و تحصیلاتش را در کالج جورج موسوری ادامه داد. جایی که 6 نفر از دیگر مدال داران هاکی را تربیت کرده است.